# Clerodendrum formicarum
Clerodendrum formicarum là một loài thực vật có hoa trong họ Hoa môi. Loài này được Gürke mô tả khoa học đầu tiên năm 1893.

## Hình ảnh

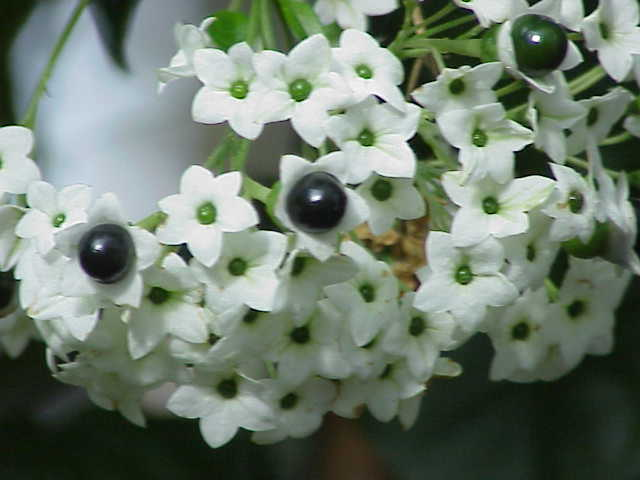
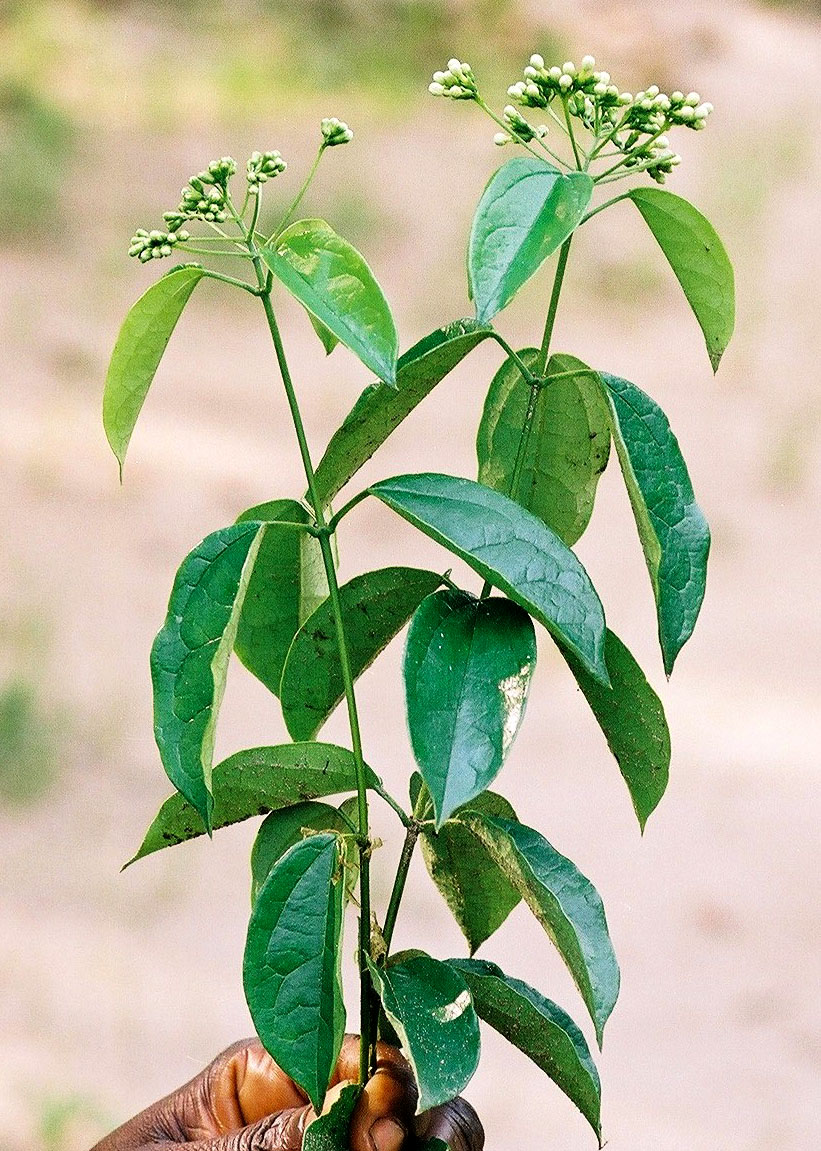